# Campionati mondiali di slittino 1983
I Campionati mondiali di slittino 1983, ventitreesima edizione della manifestazione organizzata dalla Federazione Internazionale Slittino, si tennero il 5 e 6 febbraio 1983 a Lake Placid, negli Stati Uniti d'America, sulla pista del monte Van Hoevenberg, la stessa sulla quale si svolsero le competizioni del bob e dello slittino ai Giochi di Lake Placid 1980, e fu la prima rassegna iridata a corrersi fuori dai confini europei. Furono disputate gare in tre differenti specialità: nel singolo uomini ed in quello donne e nel doppio.
Vincitrice del medagliere fu la squadra tedesca orientale che conquistò il titolo nella prova femminile grazie a Steffi Martin e nel doppio per merito di Jörg Hoffmann e Jochen Pietzsch; nel singolo uomini la vittoria andò al rappresentante della nazionale canadese Miroslav Zajonc; grazie a questa medaglia per la prima volta una bandiera non europea si issò sul podio di una gara dei campionati mondiali.

## Risultati

### Singolo uomini
La gara fu disputata su quattro manches nell'arco di due giorni e presero parte alla competizione 27 atleti in rappresentanza di 11 differenti nazioni; campione uscente era il sovietico Sergej Danilin, che concluse la prova al secondo posto; il titolo fu conquistato dal canadese Miroslav Zajonc mentre terzo giunse l'italiano Paul Hildgartner, già campione mondiale ad Imst 1978 e secondo classificato ai Giochi di Lake Placid 1980 in questa specialità, nonché oro mondiale ed olimpico nel doppio rispettivamente a Valdaora 1971 e Sapporo 1972.
Con questa vittoria per la prima volta un rappresentante di una nazione non europea riuscì a salire sul podio ai mondiali, centrando il secondo podio in una competizione internazionale dopo il secondo posto ottenuto dallo stesso Zajonc in Coppa del Mondo la settimana precedente sulla medesimo tracciato di Lake Placid. Nonostante gareggiasse sotto la bandiera canadese Miroslav Zajonc era però un atleta a tutti gli effetti di scuola europea in quanto nato e cresciuto in Cecoslovacchia che, dopo aver chiesto asilo politico in Austria nel 1981, si trasferì successivamente nel continente americano e corse prima con la squadra del Canada e dal 1985, dopo aver ottenuto la cittadinanza statunitense, con quella a stelle e strisce.
| Pos. | Atleti           | Nazione          | Tempo    | Distacco |
| ---- | ---------------- | ---------------- | -------- | -------- |
|      | Miroslav Zajonc  | Canada           | 2'47"232 |          |
|      | Sergej Danilin   | Unione Sovietica | 2'47"555 | +0"323   |
|      | Paul Hildgartner | Italia           | 2'47"901 | +0"669   |
| 4    | Norbert Huber    | Italia           | 2'48"770 | +1"538   |
| 5    | Michael Walter   | Germania Est     | 2'48"776 | +1"544   |
| 6    | Ernst Haspinger  | Italia           | 2'49"357 | +2"125   |
| 7    | Bernhard Glass   | Germania Est     | 2'49"605 | +2"373   |
| 8    | Juris Ėjsaks     | Unione Sovietica | N.D.     | N.D.     |
| 9    | Uwe Handrich     | Germania Est     | 2'50"306 | +3"074   |
| 10   | Frank Masley     | Stati Uniti      | N.D.     | N.D.     |

### Singolo donne
La gara fu disputata su quattro manches nell'arco di due giorni e presero parte alla competizione 17 atlete in rappresentanza di 8 differenti nazioni; campionessa uscente era la tedesca orientale Melitta Sollmann, che concluse la prova al secondo posto; il titolo fu conquistato dalla connazionale Steffi Martin ed al terzo e quarto posto giunsero le altre due tedesche dell'Est Ute Weiß e Bettina Schmidt, già vincitrice dell'argento iridato ad Hammarstrand 1981.
| Pos. | Atleti               | Nazione      | Tempo    | Distacco |
| ---- | -------------------- | ------------ | -------- | -------- |
|      | Steffi Martin        | Germania Est | 2'31"483 |          |
|      | Melitta Sollmann     | Germania Est | 2'31"943 | +0"460   |
|      | Ute Weiß             | Germania Est | 2'32"080 | +0"597   |
| 4    | Bettina Schmidt      | Germania Est | 2'32"645 | +1"162   |
| 5    | Erica Terwillegar    | Stati Uniti  | 2'33"709 | +2"226   |
| 6    | Annefried Göllner    | Austria      | 2'34"092 | +2"609   |
| 7    | Bonny Warner         | Stati Uniti  | N.D.     | N.D.     |
| 8    | Monika Auer          | Italia       | N.D.     | N.D.     |
| 9    | Antoinette Damigella | Stati Uniti  | N.D.     | N.D.     |
| 10   | Donna Burke          | Stati Uniti  | N.D.     | N.D.     |

### Doppio
La gara fu disputata su due manches nell'arco di un solo giorno e presero parte alla competizione 26 atleti in rappresentanza di 8 differenti nazioni; campioni uscenti erano i fratelli tedeschi orientali Bernd ed Ulrich Hahn, nel frattempo ritiratisi dalle competizioni, ed il titolo fu conquistato dai connazionali Jörg Hoffmann e Jochen Pietzsch davanti agli italiani Hansjörg Raffl e Norbert Huber ed ai rappresentanti della Germania Ovest Hans Stanggassinger e Franz Wembacher, che confermarono la medaglia di bronzo ottenuta ad Hammarstrand 1981.
| Pos. | Atleti                               | Nazione          | Tempo    | Distacco |
| ---- | ------------------------------------ | ---------------- | -------- | -------- |
|      | Jörg Hoffmann Jochen Pietzsch        | Germania Est     | 1'15"710 |          |
|      | Hansjörg Raffl Norbert Huber         | Italia           | 1'15"733 | +0"023   |
|      | Hans Stanggassinger Franz Wembacher  | Germania Ovest   | 1'16"035 | +0"325   |
| 4    | Juris Ėjsaks Ėjnars Vejkša           | Unione Sovietica | 1'16"112 | +0"402   |
| 5    | Evgenij Belousov Aleksandr Beljakov  | Unione Sovietica | 1'16"114 | +0"404   |
| 6    | Georg Fluckinger Franz Wilhelmer     | Austria          | 1'16"296 | +0"586   |
| 7    | Helmut Brunner Walter Brunner        | Italia           | N.D.     | N.D.     |
| 8    | Thomas Schwab Wolfgang Staudinger    | Germania Ovest   | N.D.     | N.D.     |
| 9    | Günther Lemmerer Reinhold Sulzbacher | Austria          | N.D.     | N.D.     |
| 10   | Ronald Rossi Douglas Bateman         | Stati Uniti      | N.D.     | N.D.     |

## Medagliere
| Posizione | Nazione          | Oro | Argento | Bronzo | Totale |
| --------- | ---------------- | --- | ------- | ------ | ------ |
| 1         | Germania Est     | 2   | 1       | 1      | 4      |
| 2         | Canada           | 1   | 0       | 0      | 1      |
| 3         | Italia           | 0   | 1       | 1      | 2      |
| 4         | Unione Sovietica | 0   | 1       | 0      | 1      |
| 5         | Germania Ovest   | 0   | 0       | 1      | 1      |
| Totale    | Totale           | 3   | 3       | 3      | 9      |